# Besleria florida
Besleria florida är en tvåhjärtbladig växtart som beskrevs av Conrad Vernon Morton. Besleria florida ingår i släktet Besleria och familjen Gesneriaceae. Inga underarter finns listade i Catalogue of Life.